# Zgodnie z prawem
Zgodnie z prawem – zbiór opowiadań Jacka Bocheńskiego wydany po raz pierwszy w 1952 roku nakładem wydawnictwa Czytelnik. Na zawartość zbioru składają się cztery opowiadania, których akcja osadzona jest w Polsce okresu PRL.

## Zawartość zbioru
- Władza
- Wiosna
- Rozbitek
- Zgodnie z prawem

## Wydania
- Jacek Bocheński, Zgodnie z prawem, Warszawa: Czytelnik, 1952.
- Jacek Bocheński, Zgodnie z prawem, Warszawa: Czytelnik, 1953.
- Jacek Bocheński, Zgodnie z prawem, Warszawa: Czytelnik, 1954.